# Vaidas Baumila
Vaidas Jacob Baumila, né le 28 mars 1987 à Vilnius en Lituanie, est un chanteur lituanien.
Le 21 février 2015, il remporte la finale nationale Eurovizijos 2015 en duo avec la chanteuse Monika Linkytė. Ils sont choisis pour représenter la Lituanie au Concours Eurovision de la chanson 2015 à Vienne, en Autriche avec la chanson This Time (Cette fois), choisie en interne le 14 février 2015 par la chaîne. Ils participent à la seconde demi-finale, le 21 mai 2015, et sont qualifiés pour la finale qui a lieu le 23 mai. Ils se classent 18e sur 27 avec 30 points.

## Discographie
- Ką tu mėgsti? (2006)
- Išklausyk (2007)
- Iš naujo (2015)

## Filmographie
| Année | Film              | Rôle    | Notes |
| ----- | ----------------- | ------- | ----- |
| 2014  | Valentinas už 2rų | Himself | [ 3 ] |